# Carl Friedrich Jacob Zincken
Carl Friedrich Jacob Zincken (* 19. Juli 1814 in Blankenburg; † 4. Februar 1894 in Leipzig) war ein deutscher Metallurge. Er war bis 1858 Eisenhüttenmeister  in Anhalt-Bernburg (Mägdesprung und Bernburg), danach Zivilingenieur in Halle (Saale). und Leipzig. Grundlegende Arbeiten über die Braunkohlen machten ihn ebenso bekannt wie seine Entdeckung eines tertiären Pfeilschwanzkrebses (Tachypleus decheni Z.) und die Benennung des Minerals Kainit.

## Leben und Wirken
Zincken war das erste Kind aus der Ehe des braunschweigischen Bergrevisors und späteren anhaltischen Oberbergrats Johann Ludwig Carl Zincken mit der Pfarrerstochter Auguste Friederike Wilhelmine Schleiter aus Lauterberg im Harz. Zu seiner Taufe am 9. August 1814 in Blankenburg waren als Paten anwesend:
- Geheimer Finanzrat des preußischen Königs, Israel Jacobson
- Großvater Pastor Schleiter aus Lauterberg
- Großmutter Hofrätin Zincken aus Berlin
- Urgroßvater Hauptmann Harten aus Wedderstedt.

Die Familie zog nach Mägdesprung, wo der Vater am 1. Januar 1821 seinen Dienst als Direktor der anhalt-bernburgischen Berg- und Hüttenwerke antrat.
Carl Zincken absolvierte das Gymnasium Carolinum Bernburg, um anschließend am Collegium Carolinum in Braunschweig zu studieren. Nach Mägdesprung zurückgekehrt, erhielt er unter strenger Aufsicht seines Vaters eine Ausbildung als Eisenhüttenmann. Er wurde 1835 vom Eleven zum Eisenhüttenschreiber und 1840 zum Hüttenmeister ernannt. Im gleichen Jahr nahm ihn der Naturwissenschaftliche Verein des Harzes als Mitglied auf. Er konstruierte eine Balancier-Dampfmaschine von 4 PS für den Einsatz in Brennereien. 1841 bekam er eine Dienstreise nach Wasseralfingen, um das Schmelzen und Frischen mit Hochofengasen bei Adolf von Faber du Faur kennenzulernen (Bunsen hatte 1837/38 Hochofengase analysiert mit Hinweis auf Verwendungsmöglichkeiten; erste praktische Versuche unternahm Faber du Faur). Zurückgekehrt, übernahm er die Bauleitung für einen Gasflammofen, einen Puddelofen und ein Zangenwerk.
1843 wechselte Zincken nach Bernburg, wo er die Leitung der 1839 gegründeten Eisengießerei übernahm. In den Revolutionswirren 1848–1849 waren Vater und Sohn Zincken das Ziel von Verleumdungen und heftiger Anschuldigungen. Zincken jun. forderte daraufhin den Abgeordneten von Gloß auf Pistolen, weil dieser ihn und seinen Vater öffentlich beleidigt hatte, es kam aber nicht zum Duell. 1850 stellte der Landtag fest, dass auch Zincken jun. zu Unrecht beschuldigt wurde. Der erhielt 1854 die Leitung der Maschinenbauanstalt Mägdesprung. 1858 ist er „auf sein unterthänigstes Ansuchen unter Belassung seines Titels durch Höchste Resolution aus dem Herzoglichen Staatsdienste entlassen worden.“
Von nun arbeitete er als Zivilingenieur. Nach einem kurzen, glücklosen Intermezzo an der Herzoglichen Eisengießerei und Maschinenfabrik in Köthen ging er nach Halle / S. und schließlich 1871 nach Leipzig.
Zincken war anscheinend Berater für Braunkohlenbetriebe. Er befuhr  mitteldeutschen Braunkohlegruben, arbeitete in den Archiven der Bergbehörden und publizierte Artikel und Vorträgen. Seine Bücher fassten das Wissen seiner Zeit über fossile Brennstoffe zusammen. Zincken war auch paläontologisch gebildet und sammelte Fossilien. Ihm gelang der Fund eines tertiären Pfeilschwanzkrebses und die Entdeckung einiger tertiärer Mollusken. Er beschäftigte sich mit der Zusammensetzung der Salze, die in den ersten Kaligruben bei Staßfurt vorkamen und benannte ein neues Mineral als Kainit.
1853 wurde er Mitglied im Naturwissenschaftlichen Verein für Sachsen u. Thüringen und nahm aktiv am Vereinsleben in Halle teil. In Leipzig publizierte er nach 1880, vermutlich durch verwandtschaftliche Beziehungen angeregt, vorwiegend in einer Wiener Fachzeitschrift. Zincken starb 1894 ledig in Leipzig. Die Grabstelle ist nicht mehr vorhanden.
In den Fachzeitschriften findet sich kein Nekrolog. Eine kurze Notiz über sein Ableben erschien in der Zeitschrift für praktische Geologie 1894 auf Seite 112.
In der Literatur (beispielsweise beim Catalogue of Scientific Papers, London) gab es wiederholt Verwechslungen der Autoren J.C.L. Zincken (Zincken sen.) und C.F. Zincken (Zincken jun.), verursacht durch fehlende oder fehlerhafte Angabe der Vornamen. Da auch Mitglieder der Sippe Zincken publiziert haben, ist die Verwechslungsgefahr bei verkürzten Namensangaben groß. 
Oswald Heer benannte ihm zu Ehren das triassische Insekt Chauliodites zinkeni HEER, 1864, welches Carl Zincken im Buntsandstein von Gödewitz bei Salzmünde gefunden hatte.

## Publikationen
- Versuche mit heißer Gebläseluft. In: Bergwerksfreund. Band 10, 1840, S. 145–151.
- Notizen über die Resultate des Cupolofenbetriebes mit erhitzter Luft auf der Eisenhütte unterm Mägdesprung. In: Bergwerksfreund. Band 3, 1841, S. 145–151.
- Die schottische Turbine auf dem Fürst Victor bei Neudorf am Vorharz. In: Berg- u. hüttenm. Ztg. Band 14, 1855, S. 50.
- Hüttenmännische Notizen. In: Berg- u. hüttenmänn. Ztg. Band 14, 1855, S. 177–178.
- Über die Braunkohlenpresse auf der Grube Theodor bei Ammendorf. In: Dinglers Polytechn. Journ. Band 155, 1860, S. 5–7.
- Über die Leuchtkraft der Destillationsproducte der Braunkohle etc. In: Dinglers Polytechn. Journ. Band 155, 1860, S. 128–139.
- Über Destillationsprodukte der Braunkohle. In: ref. Zt.ges.Nat. 1861.
- Der Menschenschädel von Teuchern. In: ref. Zt.ges.Nat. Band 18, 1861, S. 387.
- Die Lagerstätte der Weißenfelser Braunkohleflora. In: Zt.ges.Nat. Band 18, 1861, S. 444–445.
- Limulus Decheni aus dem Braunkohlensandstein bei Teuchern. In: Zt.ges.Nat. Band 19, 1862, S. 329–331.
- Über einige Mineralvorkommnisse. In: Zt.ges.Nat. Band 19, 1862, S. 211.
- Untersuchungen über die Leuchtkraft der Producte der Gerstewitzer Photogen- und Paraffinfabrik. In: Zt.ges.Nat. Band 22, 1863, S. 341–350.
- Notizen über das Vorkommen von Fichtelit im Hochmoore am Wurmberg. In: Zt.ges.Nat. Band 21, 1863, S. 395.
- Über glauconitischen Sandton von Helmstedt. In: Zt.ges.Nat. Band 21, 1863, S. 396.
- Das Braunkohlenlager von Latdorf unweit Bernburg. In: Zt.ges.Nat. Band 21, 1863, S. 530–531.
- Verzeichnis der im Selkethale vorkommenden Pflanzen. In: Zt.ges.Nat. Band 22, 1863, S. 37–50.
- Die Braunkohle. 1865.
- Über Kainit von Leopoldshall. In: N.Jb.Min., Geol. u. Pal. 310. 1865.
- Über ein neues Salz von Leopoldshall bei Staßfurt und seine Zusammensetzung. In: Berg- u. hüttenmänn. Ztg. Band 24, 1865, S. 79–80, 288.
- Über die Zusammensetzung des Kainits von Leopoldshall bei Staßfurt. In: Chem. Zentralblatt. Band 11, 1866, S. 223.
- Über die im Liegenden des Braunkohlelagers bei Bornstädt unfern Eisleben aufgefundenen Pflanzen-Reste. In: N.Jb.Min., Geol. u. Pal. 1867, S. 82–83.
- Über einen flächenreichen Steinsalzkristall sowie das Vorkommen von Hämatit und Pyrit im Carnallit von Leopoldshall. In: N.Jb.Min., Geol. u. Pal. 1867, S. 840–841.
- Mitteilung über die im neuen Förderschachte bei Löderburg unweit Staßfurt angetroffenen unteroligozänen Petrefacten. In: N.Jb.Min., Geol. u. Pal. 1867, S. 345–346.
- Zusammenstellung der Namen der Fundorte von Kohle in der Kreide bis zum Rotliegenden inclusive. In: Zt.ges.Nat. Band 30, 1867, S. 201–207.
- Die Physiographie der Braunkohle. Hannover 1867.
- Bohrversuch auf Steinkohle bei Halle. In: Zt.ges.Nat. Band 34, 1869, S. 312–315.
- Ergänzungen zur Physiographie der Braunkohle. Halle 1871.
- Astrakanit von Staßfurt. In: Berg- u. hüttenmänn. Ztg. Band 30, 1871, S. 267.
- Astrakanit von Staßfurt. In: ref. Zt.ges.Nat. Band 38, 1871, S. 62–63.
- Astrakanit von Staßfurt. In: N.Jb.Min. 1871, S. 883–884.
- Die geologisch bestimmten Kohlenvorkommen exclusive der Steinkohlenformation, nach dem relativen Alter zusammengestellt. Hannover 1875.
- Ergänzungen zur Physiographie der Braunkohle. Leipzig 1878.
- Fortschritte der Geologie der Tertiärkohle. Leipzig 1878.
- Geognostische Verhältnisse der in dem Bezirke der Berghauptmannschaft Prag vorkommenden Braunkohlenlager. In: Berg- u. hüttenmänn. Ztg. Band 89, 1878, S. 100–105.
- Die geologisch bestimmten Kohlenvorkommen des Jura, der Trias, der Dyas, des Carbons, des Devons und des Silurs nach dem relativen Alter zusammengestellt. In: Berg- u. hüttenmänn. Ztg. 1878, S. 267, 274 (Ergänzungen 1879, 264).
- Die Braunkohle. In: Beil. z. Wiener Abendpost. Band 195/196, 1878, S. 777–778, 782–783.
- Aphorismen über fossile Kohlen. In: Berg- u. hüttenmänn. Ztg. Band 61, 1879.
- Die Duxer Kohlenwerke in Böhmen.- Aphorismen über fossile Kohlen. In: Berg- u. hüttenm. Ztg. Band 74, 1879.
- Die Mineralschätze des europäischen Rußlands. In: Berg- u. hüttenmänn. Ztg. 49 ff. 1880, S. 474.
- Gedanit. In: Berg- u. hüttenmänn. Ztg. Band 73, 1880.
- Aphorismen über fossile Kohlen. In: Berg- u. hüttenmänn. Ztg. 1881, S. 229–317.
- Reinschs Untersuchungen über die paläophytologischen Bestandteile der Carbon-, Dyas- und Keuperkohle. In: Berg- u. hüttenmänn. Ztg. 1881, S. 330.
- Das Kupferschieferbergwerk bei Rottleberode am Harz. Leipzig 1882.
- Angeblicher Ölfund auf der Saline Neu-Salza. In: Berg- u. hüttenmänn. Ztg. Band 66, 1882.
- Aphorismen über fossile Kohlen. In: Berg- u. hüttenmänn. Ztg. 1882, S. 131–238.
- Die Vorkommen der fossilen Kohlen und Kohlenwasserstoffe. Band 3. Leipzig 1883.
- Aphorismen über fossile Kohlen. In: Österr. Zt. B-H-Wesen. Band 31, 1883, S. 89–90.
- Die physikalischen Verhältnisse, nach welchen die Kohlenbildung nach Newberry in New-York sich vollzog. In: Österr. Zt. B-H-Wesen. Band 31, 1883, S. 417–420.
- Die geologischen Horizonte der fossilen Kohlen. Leipzig 1883.
- Mikroskopische Untersuchung der Mansfelder Kupferschiefer. In: Österr. Zt. B-H-Wesen. Band 77, 1883.
- Le gisement des charbons et des hydrocarbures fossiles. In: Revue univ. d. mines. Band 27, Nr. 2, 1883.
- Bernstein in Österreich-Ungarn und in Rumänien. In: Österr. Zt. B-H-Wesen. Band 32, 1884, S. 171–172, 191–192.
- Aphorismen über fossile Kohlen und Kohlenwasserstoffe. In: Österr.Zt.B-H-Wesen. Band 32, 1884, S. 745–746.
- Die Vorkommen der fossilen Kohlenwasserstoffe von Afrika. In: Zt. Oberschles. Berg- u. hüttenm. Ver. 4. 1884, S. 1.
- Die Vorkommen von fossilen Kohlenwasserstoffen in Schweden und Norwegen. In: Österr.Zt.B-H-Wesen. Band 33, 1885, S. 263–264.
- Der Ursprung des Bitumen nach Peckham. In: Österr. Zt. B-H-Wesen. Band 33, 1885, S. 430–432, 439–440, 462–464, 476–479, 495–497, 512–514, 525–528.
- Die Vorkommen von Erdöl, Asphalt, Kohlenwasserstoff-Gasen, bituminösen Schiefern, Steinkohlen etc. in Amerika. In: Österr. Zt. B-H-Wesen. Band 34, 1886, S. 51–53, 73–76, 88–92, 109–111, 125–129, 141–144, 175–178.
- Die Vorkommen von Erdöl und Asphalt in Californien. In: Österr. Zt. B-H-Wesen. Band 35, 1887, S. 2–7.
- Das Naturgas Amerikas. In: Österr. Zt. B-H-Wesen. Band 35, 1887, S. 215, 229.
- Die Cannelkohle. In: Österr. Zt. B-H-Wesen. Band 35, 1887, S. 351–355, 379–382, 387–390, 402–403, 423–424, 546, 563–565, 575–577, 586–588, 596–600, 611–614.
- Die Cannelkohle. In: Österr. Zt. B-H-Wesen. Band 36, 1888, S. 139–142, 152–155, 183–184, 194–197, 211–212, 221–223, 233, 398–401, 414–415, 430–431, 443–445, 457–460, 470–473, 484–486, 495–498, 546.
- Das Vorkommen von fossilen Kohlenwasserstoffen in Spanien. In: Österr. Zt. B-H-Wesen. Band 37, 1889, S. 181–182.
- Das Vorkommen der natürlichen Kohlenwasserstoff- und der anderen Erdgase. In: Leopoldina. Band 27. Halle 1891, S. 86–92, 100–106, 137–144, 150–155.
- Übersicht über die Mineralien Staßfurts. In: Berg- u. hüttenmänn. Ztg. Band 39, 1893.

### Vorträge
- Über die Resultate der Benutzung der Hochofengase zum Puddeln und Schweißen zu Wasseralfingen. In: Ber. naturwiss.Ver.d.Harzes, Blankenburg. 11. August 1841.
- Über Gußstahl aus Freital-Döhlen und die Konstruktion des Atlantikkabels England-USA. In: Corr.-Blatt in Zt.ges.Nat. 23. April 1859.
- Über die Eigenschaften des Wolframstahls. In: Abh. naturf.Ges. zu Halle. Band 5, 1860.
- Das spezifische Gewicht erdiger und holziger Braunkohlen. In: Corr.-Blatt in Zt.ges.Nat. Band 16, 1860, S. 513.
- Über Naturselbstdruck mit Bleiplatten. In: Corr.-Blatt in Zt.ges.Nat. 14. November 1860.
- Über Dichtebestimmung von Holtkohlen. In: Corr.-Blatt in Zt.ges.Nat. 5. Dezember 1860.
- Über das Pseudoskop. In: Corr.-Blatt in Zt.ges.Nat. 30. Januar 1861.
- Über die Eigenschaften von Schwelkohlen aus der Weißenfelser Gegend und der Wetterau. In: Corr.-Blatt in Zt.ges.Nat. 13. März 1861.
- Die Lignite von Riestädt. In: Zt.ges.Nat. 1861, S. 391.
- Über bayerische Pechkohlen. In: Corr.-Blatt in Zt.ges.Nat. 4. Dezember 1861.
- Vanillinkristalle aus Vanilleschoten. In: Corr.-Blatt in Zt.ges.Nat. 4. Dezember 1861.
- Über den Metatarsus eines Pferdes und den Oberkiefer eines neuen, nicht bestimmbaren Großnagers. In: Corr.-Blatt in Zt.ges.Nat. 11. Dezember 1861.
- Über einen eigentümlichen Seidenfaden. In: Zt.ges.Nat. Band 18, 1861, S. 391.
- Eine Teepflanze und Anodonta lignitum von Ettersleben. In: Corr.-Blatt in Zt.ges.Nat. 29. Januar 1862.
- Pectunculus pulviatus aus dem Sand von Werkerhagen, schlackiger Gelbeisenstein mit Manganerzen von Immenhausen und versteinertes asbestartiges Holz aus dem Braunkohlentagebau Tieschütz. In: Corr.-Blatt in Zt.ges.Nat. 13. Februar 1862.
- Moorkohle und Lignite von Schwittersdorf bei Eisleben. In: Corr.-Blatt in Zt.ges.Nat. 26. Februar 1862.
- Über Limulus Decheni. In: Corr.-Blatt in Zt.ges.Nat. 7. Mai 1862.
- Ein Nautilus mit Perlmutter aus dem marinen Sand von Latdorf. In: Corr.-Blatt in Zt.ges.Nat. 15. Januar 1862.
- Über Limulus und blaues Steinsalz mit kubischen Inclusen von Staßfurt. In: Corr.-Blatt in Zt.ges.Nat. 21. Mai 1862.
- Eigentümliche Anhydritkrystalle von Staßfurt. In: Corr.-Blatt in Zt.ges.Nat. 16. Juli 1862.
- Glanzkohle mit Pyroretin von Leitmeritz. In: Corr.-Blatt in Zt.ges.Nat. 5. November 1862.
- Über plastische Darstellungen vorweltlicher Tiere in England. In: Corr.-Blatt in Zt.ges.Nat. 12. November 1862.
- Elektroskopische Untersuchungen an fossilen Harzen und Kohlen. In: Corr.-Blatt in Zt.ges.Nat. 19. November 1862.
- Fossilien aus dem Tertiär von Werkershagen, Tieschütz, Schwittersdorf. In: Corr.-Blatt in Zt.ges.Nat. 1862, S. 211.
- Über einen Artikel der Cölner Zeitung über Spektralanalyse. In: Corr.-Blatt in Zt.ges.Nat. 7. Januar 1863.
- Über verbleites Eisenblech aus Karlsbad und Scirpus mucronatus von Bernburg. In: Corr.-Blatt in Zt.ges.Nat. 21. Januar 1863.
- Über Braunkohle von Latdorf und Neugattersleben. In: Corr.-Blatt in Zt.ges.Nat. 18. Februar 1863.
- Über Wealdenkohle. In: Corr.-Blatt in Zt.ges.Nat. 25. März 1863.
- Über Braunkohle vom Westerwald. In: Corr.-Blatt in Zt.ges.Nat. 20. Mai 1863.
- Über Leopoldit von Leopoldshall sowie die Lagerungsverhältnisse und Fossilien von Latdorf. In: Corr.-Blatt in Zt.ges.Nat. 28. Oktober 1863.
- Über die Präparation der Inschriften von Herculanum und Pompeji. In: Corr.-Blatt in Zt.ges.Nat. 9. Dezember 1863.
- Tertiärer Brauneisenstein mit Cardium als Diluvialgerölle, gefunden von Würzler bei Bernburg. In: Corr.-Blatt in Zt.ges.Nat. 13. Januar 1864.
- Die Geschichte des Braunkohlenteers. In: Corr.-Blatt in Zt.ges.Nat. 27. Januar 1864.
- Leopoldit von Staßfurt. In: Corr.-Blatt in Zt.ges.Nat. 3. Februar 1864.
- Über Kohlen von Japan, Canada u. Siebenbürgen sowie verkieseltes Holz von Sardinien. In: Corr.-Blatt in Zt.ges.Nat. 17. Februar 1864.
- Walchowit aus kretazischer Kohle in Mähren. In: Corr.-Blatt in Zt.ges.Nat. 16. März 1864.
- Über drehendes Kernbohren mit Diamantkrone. In: Corr.-Blatt in Zt.ges.Nat. 16. März 1864.
- Über altsteinzeitliche Funde in Frankreich, Spanien, Italien. In: Corr.-Blatt in Zt.ges.Nat. 16. März 1864.
- Modell einer Braunkohlengrube aus Pappmasse. In: Corr.-Blatt in Zt.ges.Nat. 21. April 1864.
- Fossilien aus der Sandgrube Judenkäfer in Bernburg, gefunden von Würzler. In: Corr.-Blatt in Zt.ges.Nat. 4. Mai 1864.
- Über afrikanisches Gazellenleder. In: Corr.-Blatt in Zt.ges.Nat. 4. Mai 1864.
- Über magnetische Versuche mit gegossenen Eisenröhren. In: Corr.-Blatt in Zt.ges.Nat. 29. Juni 1864.
- Über Steinsalzoktaeder von Staßfurt. In: Corr.-Blatt in Zt.ges.Nat. 3. August 1864.
- Posidonomya aus dem Buntsandstein von Salzmünde-Fienstedt und Insektenflügel von Gödewitz b. Salzmünde. In: Corr.-Blatt in Zt.ges.Nat. 12. Oktober 1864. (Archive)
- Kohle aus der Schweiz. In: Corr.-Blatt in Zt.ges.Nat. 19. Oktober 1864.
- Über Aluminiumhydrat von Irland, die Entdeckung des Bauxits, Aluminiumbronze. In: Corr.-Blatt in Zt.ges.Nat. 7. Dezember 1864.
- Kohle von Waldenburg. In: Corr.-Blatt in Zt.ges.Nat. 14. Dezember 1864.
- Oolithe aus dem Buntsandstein von Bernburg. In: Corr.-Blatt in Zt.ges.Nat. 21. Dezember 1864.
- Rhinocerus aus dem Quartär von Teuchern. In: Corr.-Blatt in Zt.ges.Nat. 23. Juni 1869.
- Kohlen aus Tirol und Bayern. In: Corr.-Blatt in Zt.ges.Nat. 3. November 1869.
- Über durch Albertotypie hergestellte Abbildungen. In: Corr.-Blatt in Zt.ges.Nat. 22. Januar 1870.
- Die Braunkohle. Leipzig 1878.